# Calliscarta corvenda
Calliscarta corvenda är en insektsart som beskrevs av Kramer 1963. Calliscarta corvenda ingår i släktet Calliscarta och familjen dvärgstritar. Inga underarter finns listade i Catalogue of Life.